# Arundinaria tessellata
Arundinaria tessellata é uma espécie de planta com flor pertencente à família Poaceae. 
A autoridade científica da espécie é (Nees) Munro, tendo sido publicada em Transactions of the Linnean Society of London 26(1): 31. 1868.

## Portugal
Trata-se de uma espécie presente no território português, nomeadamente no Arquipélago dos Açores.
Em termos de naturalidade é introduzida na região atrás indicada.

## Protecção
Não se encontra protegida por legislação portuguesa ou da Comunidade Europeia.